# Джон Куинси Адамс
Джон Куинси Адамс (на английски: John Quincy Adams) е шестият (1825 – 1829) президент на САЩ.
Той е син на президента Джон Адамс и първата дама Абигейл Адамс. Най-важните приноси на Адамс за американската история са се случили преди и след неговия относително неефективен мандат. Преди да стане президент той е един от най-добрите професионални дипломати в страната.
Като държавен секретар при Джеймс Монро договаря Трансконтиненталния договор с Испания и оформя доктрината Монро – тези два акта оказват дългогодишно въздействие върху политиката на страната. За тези приноси е наричан „най-влиятелният американски стратег на 19 век“, а също и „най-великият държавен секретар в историята на Америка“.
Като конгресмен той става противник на робството, а след като става президент, е един от най-важните аболиционисти.

## Биография

### Произход и младост
Джон Куинси Адамс е роден в Брейнтрий, Масачузетс (който сега е част от Куинси, Масачузетс) и придобива ранното си обучение в Европа в Университета в Лайден. Завършва Харвардския университет в 1787 година и бил член на Фи–Бета–Капа. Специалността му е право, след завършването успешно взима изпита си за правоспособност и почва да практикува в Бостън, Масачузетс.
Президентът Джордж Вашингтон го назначава за пълномощен министър в Холандия в 1794 година. Докато е на служба в чужбина среща Луиза Катерин Джонсън, дъщеря на американски търговец. Въпреки противопоставянето от страна на баща му, поради нежеланието му да има снаха, родена в чужбина, Адамс се жени за Луиза през 1797 г. Двойката нарича един от синовете си на Джордж Вашингтон.

### Ранна политическа кариера
Адамс е избран в щатския сенат на Масачузетс през 1802 г., но губи изборите за Конгреса през същата година. Той е избран като федералист в Сената на САЩ и служи там от 4 март 1803 до 8 юни 1808 година, когато подава оставка и негов наследник е избран шест месеца по-късно, когато Адамс официално излиза от Федералистката партия.
От 1809 до 1814 година той е пълномощен министър в Русия, в Санкт Петербург. Член е на комисията, която преговаря за Договора от Гент от 1814 година, пълномощен министър във Великобритания от 1815 до 1817 година. По това време Адамс и жена му загубват малката си дъщеря (родена 1811 година) поради болест.
Адамс е държавен секретар в кабинета на Джеймс Монро от 1817 до 1825 година и неговите усилия изиграват основна роля за придобиването на Флорида от Испания, а и за избягването на зависимостта от Англия. Понякога е наричан „самотният лъв“, поради склонността му да защитава своето мнение и нежеланието му да приема популярни тези. В крайна сметка Монро винаги се е съобразявал с неговите становища. Като държавен секретар води преговорите по договора Адамс–Онис и помага да се създаде доктрината Монро, която предупреждава европейските нации да не се месят в делата на Западен Хампшър.
В изборите за президент от 1820 година Адамс получава само един електорален глас. Президентът Джеймс Монро на практика е кандидат без опонент, но един член на избирателната колегия пуска гласа си за Адамс, за да се запази традицията единственият президент, който да е избран единодушно, да остане Джордж Вашингтон.

### Президентство
Въпреки че Адамс губи както популярния, така и електоралния вот на изборите за президент от 1824 година, никой от останалите кандидати не успява да си осигури мнозинство на електоралните гласове и по този начин се стига дотам, че президент трябва да бъде избран от Конгреса, който за изненада на мнозина избира Адамс, а не неговия опонент Андрю Джаксън. Адамс е президент от 4 март 1825 година до 3 март 1829 година. По времето на своя мандат той работи върху развиването на федералната система от пътища, канали, мостове, пожарни и университети. През 1828 г. губи изборите за втори мандат от Джаксън.

### Старост
Вместо да се оттегли, Адамс печели място в Камарата на представителите като демократ–републиканец и служи като представител от 4 март 1831 година до смъртта си. Той е бил председател на Комитета на производителите, на Комитета по въпросите на индианското население, на Комитета за външните работи.
Адамс е неуспешен кандидат за губернатор на Масачузетс през 1834 година. През 1841 година той представлява африканците от Амистад пред Върховния съд и постига успех в защитата на африканците, които чрез бунт завладяват испанския кораб, с който са превозвани като роби. Върховният съд приема, че е незаконно те да бъдат върнати на Испания, а могат да се върнат по домовете си като свободни хора.
Синът на Адамс – Чарлс-Франсис също изгражда кариера в политиката.
Адамс умира от мозъчен кръвоизлив на 23 февруари 1848 година в столицата Вашингтон и първоначално е погребан във фамилната гробница Куинси, Масачузетс, но след това е преместен в Първа обединена енорийска църква.

## Любопитни факти
- Адамс е първият президент, чийто баща е бил президент. Втората двойка баща – син е Джордж Буш старши и Джордж У. Буш.
- Адамс е първият президент, който носи панталони, вместо бричове до колената.
- Джон Куинси Адамс е първият американски президент, който дава интервю на жена, но в същност не е имал много избор за това. Адамс многократно е отказвал искания за интервюта от Ан Ройъл, първата жена професионален журналист в САЩ, но тя предприема различен подход за изпълнение на нейната цел. Тя научава, че Адамс е обичал да прави голи къпания в реката Потомак всяка сутрин към 5 часа на зазоряване, тя отива при реката, събира дрехите му и седи върху тях докато той не отговаря на нейните въпроси.